# Flamrankesläktet
Flamrankesläktet (Pyrostegia) är ett släkte i familjen katalpaväxter med fem arter i tropiska Sydamerika. Arten flamranka (P. venusta) är en vanlig prydnadsväxt i varma länder.
Släktet innehåller städsegröna buskar som klättrar med hjälp av klängen. Stammarna är vagt kantiga med 6-8 ribbor. Bladen är trebladiga och uddbladet är omvandlat till ett klänge. Blomställningen är toppställd eller kommer i bladvecken och är uppbyggd som en klase eller ett knippe. fodret är skålformat med fem små tänder. kronan är orangeröd, smalt rör- eller trattlik med utskjutande ståndare. Frukten är en långsmal, tilltryckt kapsel med vingade frön.
Blommorna pollineras av kolibrier.